# Heinz Mellmann
Heinz Mellmann, eigentlich Heinrich Mellmann (* 10. November 1913 in Osnabrück; † 5. Mai 1945 in Beelitz bei Potsdam) war ein deutscher Graphiker. Er fertigte u. a. Illustrationen zu Grimms-Märchen an, die als Dias (sogenannte Heimel-Dias) erschienen.

## Leben
Heinrich (Heinz) Mellmann war der zweite von drei Söhnen des Zimmermanns Josef Mellmann und der Näherin Wilhelmine Magdalena Lobe gt. Laube und der Bruder von Walter Mellmann. Nach dem Abschluss der Mittelschule 1929 begann er eine Lehre als Dekorateur und Plakatmaler im Kaufhaus M. Conitzer & Söhne in Osnabrück. Nach seinem Abschluss 1932 arbeitete Mellmann noch ein Jahr als Volontär und dann als regulärer Mitarbeiter in seinem Ausbildungsbetrieb weiter. Nebenher qualifizierte er sich zudem zum Buchbinder und besuchte verschiedene öffentliche Kurse, um sich in Zeichnen und Photographie auszubilden. 1939 ging Mellmann nach Stuttgart, wo er Else Lebküchner heiratete, und arbeitete als Laborant und Verkäufer in der Stuttgarter Photo- und Kunsthandlung Schaller. 1943 beendete er sein Arbeitsverhältnis mit Schaller, um mit seinem Schwager Wilhelm Hessenauer die Firma »Hessenauer & Mellmann, Diapositive und Projektionsartikel« zu gründen. Unter dem Namen Heimel-Dias brachte er Illustrationen zu Grimms-Märchen als Diapositive heraus, die für eine Vorführung in Kindergärten und zuhause geeignet waren. Im Dezember 1944 musste Mellmann einrücken und fiel am 5. Mai 1945 in der Schlacht um Beelitz bei Potsdam.